# 1422 Stromgrenia
Stromgrenia (asteróide 1422) é um asteróide da cintura principal, a 1,8726031 UA. Possui uma excentricidade de 0,1669438 e um período orbital de 1 230,96 dias (3,37 anos).
Stromgrenia tem uma velocidade orbital média de 19,86584383 km/s e uma inclinação de 2,67554º.
Esse asteróide foi descoberto em 23 de Agosto de 1936 por Karl Reinmuth.